# Jake Bird
Jake Bird (Newhall, California, 4 de diciembre de 1995) es un jugador profesional estadounidense de béisbol que se desempeña en la posición de lanzador en Colorado Rockies, equipo de las Grandes Ligas de Béisbol (MLB).

## Carrera
Fue seleccionado en la quinta ronda en el Draft de la MLB de 2018. En 2022 hizo su debut profesional con el equipo Colorado Rockies, donde lleva jugando tres temporadas.